# Comercialização do espaço
Comercialização do espaço é o uso do espaço sideral com a proposta de gerar um lucro, tanto por uma corporação ou estado. Sistemas de posicionamento global (GPS), televisão por satélite, rádio por satélite e turismo espacial são exemplos atuais deste conceito.